# Homero Figueroa
Homero Argel Figueroa Güílamo (La Romana, 24 de agosto de 1965) es un comunicador, empresario y político dominicano, nombrado el 6 de septiembre de 2021 Director de la Dirección de Estrategia y Comunicación Gubernamental (DIECOM) y Vocero de la Presidencia de la República Dominicana por el presidente Luis Abinader, mediante el decreto 543-21.

## Reseña biográfica
Licenciado en Comunicación Social, egresado de la Universidad APEC, ha sido asesor y estratega de Comunicación Empresarial, por lo cual ha ocupado distintas direcciones de Comunicación y Relaciones Públicas en varias empresas en República Dominicana, España, México y Estados Unidos.
Como comunicador ha tenido presencia en medios televisivos, radiales y prensa escrita, habiendo sido el presidente ejecutivo y director del diario MetroRD, comentarista del programa de televisión An7 Amanecer, así como presentador y comentarista de CDN 37, 6AM La Mañana, NCDN Contrarreloj, Regla de Tres, Diario Libre AM, comentarista político en RCC Media y el Matutino 91, columnista de Diario Libre en la sección “Espejo de Papel”, y vicepresidente ejecutivo de la Fundación Diario Libre.
Fue Director de la Dirección de Información, Análisis y Programación Estratégica de la Presidencia (Diape), desde agosto del año 2020, hasta el 31 de diciembre de 2021.